# Giải bóng đá vô địch quốc gia Kosovo 2016–17
Giải bóng đá vô địch quốc gia Kosovo 2016–17, hay Vala Superleague of Kosovo vì lý do tài trợ là mùa giải thứ 18 của hạng đấu cao nhất bóng đá Kosovo. Mùa giải bắt đầu từ 19 tháng 8 năm 2016 và kết thúc vào 28 tháng 5 năm 2017; các trận play-off xuống hạng diễn ra sau đó. Feronikeli là đương kim vô địch.
Có 12 đội tham gia giải: 10 đội từ mùa giải 2015–16 và hai đội thăng hạng từ Liga e Parë.
Mùa giải 2016–17 là mùa đầu tiên Liên đoàn bóng đá Kosovo trở thành thành viên của FIFA và UEFA. Quyền tham dự UEFA Champions League được quyết định vào cuối mùa giải, gắn với sự tái đánh giá liên kết của giải với UEFA Financial Fair Play Regulations và tiêu chuẩn sân vận động.
Ngày 9 tháng 5 năm 2017, Trepça'89 đánh bại Besa 2–0 trên sân khách và đạt chức vô địch đầu tiên. Trepça'89 tham gia vòng loại thứ nhất của UEFA Champions League 2017–18, là đội đầu tiên của Kosovo tham dự giải đấu này.

## Đội bóng và sân vận động
Istogu và Vushtrria bị xuống hạng sau khi kết thúc mùa giải trước với vị trí thứ 11 và 12. Họ bị thay thế bởi đội vô địch và á quân của Liga e Parë 2015–16, Trepça và Ferizaj.
| Câu lạc bộ | Thành phố | Sân vận động                 | Sức chứa |
| ---------- | --------- | ---------------------------- | -------- |
| Besa       | Peć       | Shahin Haxhiislami           | 8.500    |
| Drenica    | Skenderaj | Bajram Aliu                  | 3.000    |
| Drita      | Gjilan    | Gjilan City Stadium          | 15.000   |
| Ferizaj    | Ferizaj   | Ismet Shabani                | 2.000    |
| Feronikeli | Glogovac  | Rexhep Rexhepi               | 2.000    |
| Gjilani    | Gjilan    | Gjilan City Stadium          | 15.000   |
| Hajvalia   | Hajvalia  | Hajvalia Stadium             | 2.000    |
| Liria      | Prizren   | Përparim Thaçi               | 15.000   |
| Llapi      | Podujevo  | Zahir Pajaziti               | 8.000    |
| Prishtina  | Pristina  | Agron Rama                   | 16,200   |
| Trepça     | Mitrovica | Olympic Stadium Adem Jashari | 18.000   |
| Trepça'89  | Mitrovica | Riza Lushta                  | 12.000   |

Source: Scoresway Lưu trữ ngày 5 tháng 7 năm 2018 tại Wayback Machine

## Bảng xếp hạng
Bản mẫu:2016–17 Giải bóng đá vô địch quốc gia Kosovo table

## Kết quả
Mỗi đội thi đấu 3 lần với các đội khác, 2 lần sân nhà 1 lần sân khách hoặc 1 lần sân nhà 2 lần sân khách, tổng cổng 33 trận.

### Vòng đấu 1–22
| Nhà \ Khách | BES | DRE | DRI | FRZ | FRN | GJI | HAJ | LIR | LLA | PRI | TRE | T89 |
| ----------- | --- | --- | --- | --- | --- | --- | --- | --- | --- | --- | --- | --- |
| Besa        | —   | 2–1 | 2–0 | 2–0 | 1–1 | 0–0 | 4–0 | 2–0 | 1–0 | 1–1 | 1–2 | 2–3 |
| Drenica     | 1–1 | —   | 1–1 | 1–1 | 1–2 | 1–1 | 1–0 | 2–1 | 2–0 | 0–0 | 1–0 | 2–3 |
| Drita       | 1–1 | 2–1 | —   | 0–0 | 0–1 | 0–1 | 0–1 | 1–0 | 0–1 | 0–1 | 2–2 | 0–0 |
| Ferizaj     | 0–1 | 2–3 | 1–0 | —   | 2–0 | 1–2 | 4–0 | 0–0 | 0–0 | 0–0 | 2–2 | 0–1 |
| Feronikeli  | 1–2 | 1–0 | 1–0 | 2–1 | —   | 1–0 | 6–1 | 1–0 | 1–0 | 0–1 | 5–1 | 4–1 |
| Gjilani     | 0–1 | 2–0 | 1–1 | 0–1 | 2–1 | —   | 1–0 | 0–0 | 0–1 | 1–0 | 0–0 | 1–2 |
| Hajvalia    | 0–0 | 0–1 | 0–1 | 0–0 | 2–3 | 1–2 | —   | 2–4 | 0–2 | 0–0 | 1–1 | 0–4 |
| Liria       | 0–1 | 1–1 | 3–1 | 3–0 | 1–3 | 1–0 | 3–0 | —   | 0–0 | 1–2 | 1–0 | 0–3 |
| Llapi       | 3–2 | 1–0 | 1–0 | 0–0 | 0–3 | 1–0 | 3–1 | 2–0 | —   | 0–0 | 2–1 | 2–0 |
| Prishtina   | 2–0 | 6–0 | 0–1 | 1–0 | 0–0 | 1–0 | 3–0 | 1–0 | 3–1 | —   | 2–1 | 0–2 |
| Trepça      | 1–1 | 0–0 | 0–1 | 1–1 | 0–1 | 0–2 | 3–0 | 1–4 | 0–1 | 1–2 | —   | 1–3 |
| Trepça'89   | 2–1 | 4–0 | 1–0 | 4–1 | 0–0 | 1–1 | 1–0 | 2–0 | 3–0 | 1–0 | 6–1 | —   |

1. ↑  Match awarded 3–0 to Feronikeli due to crowd violence.[3]

### Vòng đấu 23–33
| Nhà \ Khách | BES | DRE | DRI | FRZ | FRN | GJI | HAJ | LIR | LLA | PRI | TRE | T89 |
| ----------- | --- | --- | --- | --- | --- | --- | --- | --- | --- | --- | --- | --- |
| Besa        | —   | —   | —   | 1–0 | —   | 1–1 | —   | 1–0 | —   | 1–2 | 1–3 | 0–2 |
| Drenica     | 3–1 | —   | 2–0 | —   | —   | —   | 4–0 | —   | —   | 1–3 | —   | 0–0 |
| Drita       | 2–0 | —   | —   | 2–1 | —   | —   | 2–0 | —   | —   | 1–3 | —   | 0–2 |
| Ferizaj     | —   | 1–1 | —   | —   | 0–4 | 0–0 | —   | —   | 1–2 | —   | 2–1 | —   |
| Feronikeli  | 4–1 | 1–3 | 0–0 | —   | —   | —   | 6–0 | 1–1 | —   | 1–2 | —   | —   |
| Gjilani     | —   | 4–1 | 0–1 | —   | 1–0 | —   | 3–0 | 2–0 | 1–1 | —   | —   | —   |
| Hajvalia    | 1–6 | —   | —   | 0–1 | —   | —   | —   | —   | —   | 0–1 | 1–3 | 0–3 |
| Liria       | —   | 0–0 | 3–0 | 1–1 | —   | —   | 9–1 | —   | —   | —   | 3–1 | —   |
| Llapi       | 2–0 | 4–1 | 2–0 | —   | 2–0 | —   | 2–0 | 2–0 | —   | —   | —   | —   |
| Prishtina   | —   | —   | —   | 1–0 | —   | 1–0 | —   | 3–1 | 1–2 | —   | 2–1 | 1–0 |
| Trepça      | —   | 2–1 | 1–1 | —   | 1–3 | 3–5 | —   | —   | 1–3 | —   | —   | —   |
| Trepça'89   | —   | —   | —   | 0–0 | 0–3 | 5–2 | —   | 2–0 | 8–1 | —   | 3–1 | —   |

1. ↑  Match awarded 3–0 to Liria due to crowd violence caused by the Drita fans; the match was abandoned in the 90th minute, with Liria leading 1–0.[4]

## Play-off Xuống hạng
Đội bóng xếp thứ 9 và 10, Drita và Ferizaj, đá với đội bóng xếp thứ 3 và 4 tương ứng của Giải bóng đá hạng nhất quốc gia Kosovo 2016–17, Vllaznia và Dukagjini; hai đội thắng cuộc sẽ chơi ở hạng cao nhất mùa sau. Theo như các mùa giải trước, các trận play-off đều diễn ra trên sân trung lập.
| Ferizaj                                                      | 1–1 (s.h.p.) | Vllaznia                                                        |
| ------------------------------------------------------------ | ------------ | --------------------------------------------------------------- |
| E. Kuka 108'                                                 | Report       | L. Ferati 97'                                                   |
| Loạt sút luân lưu                                            |              |                                                                 |
| - B. Shabani - Q. Tërshana - M. Bushi - E. Kuka - Sh. Salihu | 2–3          | - L. Ferati - F. Merovci - E. Bruti - Sh. Sulimani - L. Kallaba |

Vllaznia thăng hạng Giải bóng đá vô địch quốc gia Kosovo 2017–18; Ferizaj xuống hạng Giải bóng đá hạng nhất quốc gia Kosovo 2017–18.
| Dukagjini     | 1–2    | Drita                             |
| ------------- | ------ | --------------------------------- |
| E. Zallaj 35' | Report | S. Zeneli 64' · A. Shillova 90+1' |

Drita giữ lại suất ở Giải bóng đá vô địch quốc gia Kosovo 2017–18; Dukagjini vẫn ở Giải bóng đá hạng nhất quốc gia Kosovo 2017–18.

## Thống kê mùa giải

### Cầu thủ ghi bàn
Tính đến trận đấu diễn ra ngày 28 tháng 5 năm 2017.
| Thứ hạng | Cầu thủ            | Câu lạc bộ    | Số bàn thắng |
| -------- | ------------------ | ------------- | ------------ |
| 1        | Otto John          | KF Trepça'89  | 27           |
| 2        | Florent Hasani     | KF Trepça'89  | 16           |
| 3        | Granit Arifaj      | KF Drenica    | 14           |
| 4        | Basit Abdul Khalid | FC Prishtina  | 13           |
| 5        | Betim Haxhimusa    | KF Gjilani    | 11           |
| 5        | Qemail Elshani     | KF Besa Pejë  | 11           |
| 6        | Xhevdet Shabani    | KF Besa Pejë  | 10           |
| 6        | Fiton Hajdari      | KF Trepça'89  | 10           |
| 6        | Gauthier Mankenda  | FC Prishtina  | 10           |
| 7        | Florim Bërbatovci  | KF Llapi      | 9            |
| 8        | Hasan Hyseni       | KF Trepça'89  | 8            |
| 8        | Labinot Osmani     | KF Feronikeli | 8            |
| 8        | Isa Eminhaziri     | KF Gjilani    | 8            |
| 8        | Berat Hyseni       | KF Llapi      | 8            |
| 8        | Shkëmbim Salihu    | KF Ferizaj    | 8            |
| 8        | Mendurim Hoti      | KF Feronikeli | 8            |
| 9        | Liridon Fetahaj    | KF Liria      | 7            |
| 9        | Kreshnik Lushtaku  | KF Drenica    | 7            |
| 9        | Mirlind Daku       | KF Llapi      | 7            |